# Dubrava
Dubrava  è un comune della Croazia di 5 478 abitanti della Regione di Zagabria.